# Gällsjön (Mölltorps socken, Västergötland)
Gällsjön är en sjö i Karlsborgs kommun i Västergötland och ingår i Motala ströms huvudavrinningsområde. Sjön har en area på 0,711 kvadratkilometer och ligger 107 m ö.h.

## Delavrinningsområde
Gällsjön ingår i det delavrinningsområde (649851-141764) som SMHI kallar för Utloppet av Viken. Avrinningsområdets medelhöjd är 117 m ö.h. och ytan är 248,45 kvadratkilometer. Räknas de 41 delavrinningsområdena uppströms in blir den ackumulerade arean 840,54 kvadratkilometer. Edsån (Sågkvarnsbäcken) som avvattnar avrinningsområdet har biflödesordning 2, vilket innebär att vattnet flödar genom totalt 2 vattendrag innan det når havet efter 150 kilometer. Delavrinningsområdet består mestadels av skog (57 procent) och jordbruk (12 procent). Avrinningsområdet har 47,85 kvadratkilometer vattenytor vilket ger avrinningsområdet en sjöprocent på 19,2 procent.